# Liste der Baudenkmäler in Höhscheid
Die Liste der Baudenkmäler in Höhscheid enthält die denkmalgeschützten Bauwerke auf dem Gebiet von Solingen-Höhscheid, Stadtbezirk Burg/Höhscheid, in Nordrhein-Westfalen (Stand: 1. Juli 2022). Diese Baudenkmäler sind in der Denkmalliste der Stadt Solingen eingetragen; Grundlage für die Aufnahme ist das Denkmalschutzgesetz Nordrhein-Westfalen (DSchG NRW).

## Baudenkmäler
| Bild           | Bezeichnung                                                     | Lage                                                             | Beschreibung | Bauzeit                                               | Eingetragen seit                                              | Denkmal- nummer |
| -------------- | --------------------------------------------------------------- | ---------------------------------------------------------------- | --- | ----------------------------------------------------- | ------------------------------------------------------------- | --------------- |
| weitere Bilder | Wohnhaus                                                        | Höhscheid Balkhausen 16 Karte                                    | Zweigeschossiges Fachwerkhaus mit Satteldach, zur Hofschaft II. Balkhausen gehörig |                                                       | 13. Juni 1995                                                 | 955             |
| weitere Bilder | Wohnhaus                                                        | Höhscheid Balkhausen 44 Karte                                    | Zweigeschossiges Fachwerkhaus mit Satteldach, zur Hofschaft II. Balkhausen gehörig |                                                       | 13. Juni 1995                                                 | 956             |
| weitere Bilder | Wohnhaus                                                        | Höhscheid Balkhausen 46 Karte                                    | Zweigeschossiges Fachwerkhaus mit Satteldach, zur Hofschaft II. Balkhausen gehörig |                                                       | 13. Juni 1995                                                 | 957             |
| weitere Bilder | Balkhauser Kotten                                               | Höhscheid Balkhauser Kotten 2 Karte                              | Zweigeschossiges Fachwerkhaus mit Krüppelwalmdach und Anbau mit Pultdach | 1612, 1830                                            | 28. September 1984 20. April 2010                             | 91              |
| weitere Bilder | Wohnhaus                                                        | Höhscheid Balkhauser Weg 141 Karte                               | Zweigeschossiges, teils verschiefertes Fachwerkhaus mit Schleppdach, zur Hofschaft I. Balkhausen gehörig                                                                                |                                                       | 12. Juni 1989                                                 | 884             |
| weitere Bilder | Grundschule Böckerhof                                           | Höhscheid Bismarckstraße 131 Karte                               | Zweigeschossiger Ziegelbau mit repräsentativer Fassadengestaltung im Stil der Deutschen Renaissance                                                                                     | 1902 bis 1903                                         | 3. Juli 2006                                                  | 1030            |
| weitere Bilder | Wohnhaus                                                        | Widdert Börsenstraße 22 Karte                                    | Zweigeschossiges, traufenständiges Schieferhaus mit Krüppelwalmdach, zur ehemaligen Hofschaft Vockert gehörig                                                                           |                                                       | 28. September 1988                                            | 875             |
| weitere Bilder | Wohnhaus                                                        | Widdert Börsenstraße 27 Karte                                    | Zweigeschossiges, traufenständiges Schieferhaus mit Krüppelwalmdach, zur ehemaligen Hofschaft Vockert gehörig                                                                           |                                                       | 21. Februar 1991                                              | 897             |
| weitere Bilder | Loos’n Maschinn                                                 | Widdert Börsenstraße 87 Karte                                    | Dreigeschossiger, traufenständiger Ziegelbau mit Flachdach | 1888                                                  | 8. August 1989                                                | 885             |
| weitere Bilder | Wohnhaus                                                        | Widdert Börsenstraße 137 Karte                                   | Zweigeschossiges, traufenständiges, voll verbrettertes Fachwerkhaus, zum ehemaligen Hof Obenwiddert gehörig                                                                             |                                                       | 22. November 1993                                             | 936             |
| weitere Bilder | Grundschule                                                     | Widdert Börsenstraße 160 Karte                                   | Zweieinhalbgeschossiger Putzbau mit hohem Giebelmansarddach |                                                       | 30. Oktober 1984 (Fassade) 25. September 2013 (Gesamtgebäude) | 142             |
| weitere Bilder | Wohnhaus                                                        | Höhscheid Erf 1 Karte                                            | Zweigeschossiger, traufenständiges Schieferhaus, in einer baulichen Einheit mit den U-förmig angeordneten Gebäuden Erf 1, 3, 5, 7 und 9, die den Kern der Hofschaft Erf bilden          |                                                       | 11. Februar 1988                                              | 844             |
| weitere Bilder | Wohnhaus                                                        | Höhscheid Erf 2 Karte                                            | Zweigeschossiges Fachwerkhaus mit Satteldach, zur Hofschaft Erf gehörig |                                                       | 12. August 1999                                               | 845             |
| weitere Bilder | Wohnhaus                                                        | Höhscheid Erf 3 Karte                                            | Zweigeschossiger, traufenständiges Schieferhaus, in einer baulichen Einheit mit den U-förmig angeordneten Gebäuden Erf 1, 3, 5, 7 und 9, die den Kern der Hofschaft Erf bilden          |                                                       | 11. Februar 1988                                              | 847             |
| weitere Bilder | Wohnhaus                                                        | Höhscheid Erf 4 Karte                                            | Zweigeschossiges, giebelständiges Schieferhaus mit Krüppelwalmdach, zur Hofschaft Erf gehörig                                                                                           |                                                       | 12. August 1999                                               | 846             |
| weitere Bilder | Wohnhaus                                                        | Höhscheid Erf 5 Karte                                            | Zweigeschossiger, traufenständiges Schieferhaus, in einer baulichen Einheit mit den U-förmig angeordneten Gebäuden Erf 1, 3, 5, 7 und 9, die den Kern der Hofschaft Erf bilden          |                                                       | 11. Februar 1988                                              | 848             |
| weitere Bilder | Wohnhaus                                                        | Höhscheid Erf 6 Karte                                            | Zweigeschossiges Schieferhaus mit Krüppelwalmdach, zur Hofschaft Erf gehörig |                                                       | 12. August 1999                                               | 849             |
| weitere Bilder | Wohnhaus                                                        | Höhscheid Erf 7 Karte                                            | Zweigeschossiger, traufenständiges Schieferhaus, in einer baulichen Einheit mit den U-förmig angeordneten Gebäuden Erf 1, 3, 5, 7 und 9, die den Kern der Hofschaft Erf bilden          |                                                       | 11. Februar 1988                                              | 850             |
| weitere Bilder | Wohnhaus                                                        | Höhscheid Erf 8 Karte                                            | Zweigeschossiges Fachwerkhaus mit Satteldach, zur Hofschaft Erf gehörig |                                                       | 12. August 1999                                               | 851             |
| weitere Bilder | Wohnhaus                                                        | Höhscheid Erf 9 Karte                                            | Zweigeschossiger, traufenständiges Schieferhaus, in einer baulichen Einheit mit den U-förmig angeordneten Gebäuden Erf 1, 3, 5, 7 und 9, die den Kern der Hofschaft Erf bilden          |                                                       | 11. Februar 1988                                              | 852             |
| weitere Bilder | Wohnhaus                                                        | Höhscheid Erf 10 Karte                                           | Eingeschossiges, traufenständiges Fachwerkhaus mit Satteldach, zur Hofschaft Erf gehörig                                                                                                |                                                       | 12. August 1999                                               | 853             |
| weitere Bilder | Wohnhaus                                                        | Höhscheid Erf 11 Karte                                           | Zweigeschossiger, traufenständiges Schieferhaus mit Satteldach, Giebelseite in Sichtfachwerk, zur Hofschaft Erf gehörig                                                                 |                                                       | 11. Februar 1988                                              | 854             |
| weitere Bilder | Wohnhaus                                                        | Höhscheid Erfer Straße 14 Karte                                  | Zweigeschossiges, traufenständiges Schieferhaus mit Satteldach |                                                       | 11. Februar 1988                                              | 842             |
| weitere Bilder | Wohnhaus                                                        | Höhscheid Erfer Straße 17 Karte                                  | Zweigeschossiges, traufenständiges Schieferhaus mit Satteldach |                                                       | 11. Februar 1988                                              | 843             |
| weitere Bilder | Wohnhaus                                                        | Höhscheid Erfer Straße 28 Karte                                  | Eingeschossiges, dreiachsiges Schieferhaus mit Satteldach und rückwärtigem Nebengebäude Erfer Straße 28a                                                                                |                                                       | 7. Juli 1987                                                  | 795             |
| weitere Bilder | Nebengebäude                                                    | Höhscheid Erfer Straße 28a Karte                                 | Rückwärtig an Erfer Straße 28 angebautes, teils verschiefertes, schmales Nebengebäude                                                                                                   |                                                       | 7. Juli 1987                                                  | 795             |
| weitere Bilder | Wohnhaus                                                        | Höhscheid Erfer Straße 30 Karte                                  | Zweigeschossiges, traufenständiges Schieferhaus mit Satteldach |                                                       | 25. September 1987                                            | 811             |
| weitere Bilder | Doppelwohnhaus                                                  | Widdert Friedrichstal 3/5 Karte                                  | Zweigeschossiges, teils verschiefertes Fachwerkhaus mit Krüppelwalmdach, zur Hofschaft Friedrichstal gehörig                                                                            | 1751                                                  | 18. September 1984                                            | 13              |
| weitere Bilder | Wohnhaus                                                        | Widdert Friedrichstal 26 Karte                                   | Zweigeschossiger, teils verschieferter Fachwerkhauskomplex der Hausnummern 26, 28, zur Hofschaft Friedrichstal gehörig                                                                  |                                                       | 18. Mai 1989                                                  | 883             |
| weitere Bilder | Wohnhaus                                                        | Widdert Friedrichstal 28 Karte                                   | Zweigeschossiger, teils verschieferter Fachwerkhauskomplex der Hausnummern 26, 28, zur Hofschaft Friedrichstal gehörig                                                                  |                                                       | 17. Mai 1989                                                  | 882             |
| weitere Bilder | Villa                                                           | Höhscheid Gasstraße 9 Karte                                      | Zweigeschossiger, traufenständiger Ziegelbau mit Turmerker und Zierfachwerk im Stil der Deutschen Renaissance, nach Plänen von Heinrich Plange errichtet                                | 1897                                                  | 16. Oktober 1984                                              | 89              |
| weitere Bilder | ehem. Kontorhaus                                                | Höhscheid Gasstraße 54 Karte                                     | Viergeschossiger Putzbau mit abgerundeter, im Stil des Klassizismus gestalteter Straßenfassade                                                                                          | 1923                                                  | 15. November 1995                                             | 970             |
| weitere Bilder | Villa                                                           | Höhscheid Gasstraße 63 Karte                                     | Steil proportioniertes Villengebäude auf verschachteltem Grundriss |                                                       | 9. Februar 1988                                               | 856             |
| weitere Bilder | Friedhofskapelle                                                | Höhscheid Grünbaumstraße Karte                                   | Eingeschossiger Natursteinbau mit Dachreiter auf dem Grundriss eines lateinischen Kreuzes                                                                                               |                                                       | 17. November 1994                                             | 947             |
| weitere Bilder | ehemalige Firma Herder/heutiges Gründer- und Technologiezentrum | Höhscheid Grünewalder Straße 29 Karte                            | Viergeschossiger, traufenständiger Ziegelbau mit Walmdach Verwaltungsgebäude Kraftzentrale Schornstein Maueranlage                                                                      | 1911–1913 (Verwaltungsgebäude), 1921–1923 (Kraftwerk) | 28. September 1994                                            | 946             |
| weitere Bilder | Wohnhausgruppe                                                  | Höhscheid Grünewalder Straße 54, 54a, 56 Karte                   | Zweigeschossiges, traufenständiges Schieferdoppelhaus (Nr. 54, 56) mit Satteldach sowie eingeschossiges, giebelständiges Schieferhaus mit Satteldach als Nebengebäude (Nr. 54a)         |                                                       | 25. Januar 1988                                               | 827             |
| weitere Bilder | ehem. Haasenmühle                                               | Höhscheid Haasenmühle 1 Karte                                    | Zweigeschossiges, traufenständiges Fachwerkhaus mit Satteldach mit Satteldach, zur Hofschaft Haasenmühle gehörig                                                                        |                                                       | 16. Mai 1988                                                  | 866             |
| weitere Bilder | Scheune                                                         | Höhscheid Haasenmühle 3 Karte                                    | Eingeschossiges Fachwerkhaus mit Satteldach, zur Hofschaft Haasenmühle gehörig |                                                       | 16. Mai 1988                                                  | 866             |
| weitere Bilder | Wohnhaus                                                        | Höhscheid Haasenmühle 4 Karte                                    | Eingeschossiges Fachwerkhaus mit Satteldach auf verwinkeltem Grundriss, zur Hofschaft Haasenmühle gehörig                                                                               |                                                       | 9. Oktober 1984                                               | 36              |
| weitere Bilder | Scheune                                                         | Höhscheid Haasenmühle 4 Karte                                    | Eingeschossiges, traufenständiges Fachwerkhaus mit Satteldach, zur Hofschaft Haasenmühle gehörig                                                                                        |                                                       | 21. Januar 2000 24. April 2003 (Teillöschung)                 | 1004            |
| weitere Bilder | Fachwerk-Reihenwohnhaus                                         | Höhscheid Haasenmühle 6 Karte                                    | Zweigeschossiges, giebelständiges Fachwerkhaus mit Schleppdach, zur Hofschaft Haasenmühle gehörig                                                                                       |                                                       | 18. Oktober 1984                                              | 60              |
| weitere Bilder | Wohnhaus                                                        | Höhscheid Haasenmühle 8 Karte                                    | Zweigeschossiges, traufenständiges Fachkwerkhaus mit Satteldach, zur Hofschaft Haasenmühle gehörig                                                                                      |                                                       | 20. April 1994                                                | 940             |
| weitere Bilder | Fachwerk-Reihenwohnhaus                                         | Höhscheid Haasenmühle 14 Karte                                   | Zweigeschossiges, traufenständiges Fachwerkhaus mit Satteldach, zur Hofschaft Haasenmühle gehörig                                                                                       |                                                       | 16. Oktober 1984                                              | 83              |
| weitere Bilder | Nebengebäude                                                    | Widdert Heiler Straße 5 Karte                                    | Eingeschossiger, traufenständiger Ziegelbau |                                                       | 22. November 1993                                             | 937             |
| weitere Bilder | Wohnhaus                                                        | Widdert Heiler Straße 11 Heiler Straße 13 Heiler Straße 15 Karte | Zweigeschossiges, teils verschiefertes Fachwerkhaus mit Satteldach, zur ehemaligen Hofschaft Obenwiddert gehörig                                                                        |                                                       | 27. Juni 1995                                                 | 958 959 960     |
| weitere Bilder | Wohnhaus                                                        | Höhscheid Henckelsstraße 5 Karte                                 | Ehemaliges Beamtenwohnhaus der Firma Zwilling J. A. Henckels inkl. gepflasterter Zuwegung                                                                                               | 1911 bis 1913                                         | 31. August 2005                                               | 817             |
| weitere Bilder | Wohnhaus                                                        | Höhscheid Henckelsstraße 7 Karte                                 | Ehemaliges Beamtenwohnhaus der Firma Zwilling J. A. Henckels | 1911 bis 1913                                         | 31. August 2005                                               | 817             |
| weitere Bilder | Wohnhaus                                                        | Höhscheid Henckelsstraße 9 Karte                                 | Ehemaliges Beamtenwohnhaus der Firma Zwilling J. A. Henckels inkl. gepflasterter Zuwegung                                                                                               | 1911 bis 1913                                         | 31. August 2005                                               | 817             |
| weitere Bilder | Wohnhaus                                                        | Höhscheid Henckelsstraße 11 Karte                                | Ehemaliges Beamtenwohnhaus der Firma Zwilling J. A. Henckels inkl. Zaun und Maueranlage, Eintragung unter Nr. 818 v. 25. Januar 1988 aufgehoben                                         | 1911 bis 1913                                         | 25. Januar 1988 31. August 2005 (Neueintragung)               | 817             |
| weitere Bilder | Wohnhaus                                                        | Höhscheid Henckelsstraße 13 Karte                                | Ehemaliges Beamtenwohnhaus der Firma Zwilling J. A. Henckels inkl. gepflasterter Zuweg, Zaun und Maueranlage, Eintragung unter Nr. 819 v. 25. Januar 1988 aufgehoben                    | 1911 bis 1913                                         | 25. Januar 1988 31. August 2005 (Neueintragung)               | 817             |
| weitere Bilder | Wohnhaus                                                        | Höhscheid Henckelsstraße 15 Karte                                | Ehemaliges Beamtenwohnhaus der Firma Zwilling J. A. Henckels inkl. gepflasterter Zuwegung                                                                                               | 1911 bis 1913                                         | 31. August 2005                                               | 817             |
| weitere Bilder | Wohnhaus                                                        | Höhscheid Henckelsstraße 17 Karte                                | Ehemaliges Beamtenwohnhaus der Firma Zwilling J. A. Henckels inkl. gepflasterter Zuwegung                                                                                               | 1911 bis 1913                                         | 31. August 2005                                               | 817             |
| weitere Bilder | Wohnhaus                                                        | Höhscheid Henckelsstraße 19 Karte                                | Ehemaliges Beamtenwohnhaus der Firma Zwilling J. A. Henckels | 1911 bis 1913                                         | 31. August 2005 (Neueintragung)                               | 817             |
| weitere Bilder | Wohnhaus                                                        | Höhscheid Henckelsstraße 21 Karte                                | Ehemaliges Beamtenwohnhaus der Firma Zwilling J. A. Henckels | 1911 bis 1913                                         | 31. August 2005                                               | 817             |
| weitere Bilder | Wohnhaus                                                        | Höhscheid Henckelsstraße 23 Karte                                | Ehemaliges Beamtenwohnhaus der Firma Zwilling J. A. Henckels | 1911 bis 1913                                         | 31. August 2005                                               | 817             |
| weitere Bilder | Waschhaus Weegerhof                                             | Höhscheid Hermann-Meyer-Straße Karte                             | Ehemaliges Waschhaus der Spar- und Bauvereinssiedlung Weegerhof, rechteckiger, eingeschossiger, verputzter Bau mit Flachdach in einem Innenhof der Siedlung                             | 1928                                                  | 3. Juli 2006                                                  | 1031            |
| weitere Bilder | Wohnhaus                                                        | Höhscheid Hingenberg 14, 16 Karte                                | Eingeschossiges, traufenständiges Fachwerkhaus mit Satteldach, zur Hofschaft Hingenberg gehörig                                                                                         |                                                       | 16. Oktober 1984                                              | 77              |
| weitere Bilder | Wohnhaus                                                        | Widdert Höfchen 5/7 Karte                                        | Zweigeschossiges, traufenständiges Schieferdoppelhaus mit Satteldach, zur ehemaligen Hofschaft Höfchen gehörig                                                                          |                                                       | 1. Juli 1994                                                  | 944             |
| weitere Bilder | Wohnhaus                                                        | Widdert Höfchen 6 Karte                                          | Kleines, eingeschossiges Fachwerkhaus mit Anbau, zur ehemaligen Hofschaft Höfchen gehörig ehemals Höfchen 8                                                                             |                                                       | 23. Oktober 1996                                              | 975             |
| weitere Bilder | Wohnhaus                                                        | Höhscheid Hohlstraße 15 Karte                                    | Zweigeschossiges, traufenständiges Schieferhaus mit Satteldach, zur Hofschaft Obenpilghausen gehörig                                                                                    |                                                       | 11. April 1995                                                | 950             |
| weitere Bilder | Wohnhaus                                                        | Höhscheid Höhmannsberg 8 Karte                                   | Zweigeschossiges, traufenständiges Fachwerkhaus mit Satteldach, zur Hofschaft Höhmannsberg gehörig                                                                                      | 1753                                                  | 13. Januar 1988                                               | 815             |
| weitere Bilder | Höhscheider Hof                                                 | Höhscheid Höhscheider Hof 1 Karte                                | Großer, zweigeschossiger, teils verschieferter Fachwerkhauskomplex mit Krüppelwalmdach                                                                                                  |                                                       | 21. September 1987                                            | 809             |
| weitere Bilder | Wohnhaus                                                        | Höhscheid Hoppenböcken 7 Karte                                   | Zweigeschossiges, traufenständiges Schieferhaus mit Satteldach, eine bauliche Einheit mit Hoppenböcken 9, 11, zur Hofschaft Hoppenböcken gehörig                                        |                                                       | 9. Oktober 1984                                               | 53              |
| weitere Bilder | Wohnhaus                                                        | Höhscheid Hoppenböcken 9 Karte                                   | Zweigeschossiges, traufenständiges Schieferhaus mit Satteldach, eine bauliche Einheit mit Hoppenböcken 7, 11, zur Hofschaft Hoppenböcken gehörig                                        |                                                       | 9. Oktober 1984                                               | 57              |
| weitere Bilder | Wohnhaus                                                        | Höhscheid Hoppenböcken 10 Karte                                  | Zweigeschossiges, traufenständiges Fachwerkhaus mit Satteldach, eine bauliche Einheit mit Hoppenböcken 12, 12a, 14, zur Hofschaft Hoppenböcken gehörig                                  |                                                       | 4. Juli 1995                                                  | 961             |
| weitere Bilder | Wohnhaus                                                        | Höhscheid Hoppenböcken 11 Karte                                  | Zweigeschossiges, traufenständiges Schieferhaus mit Satteldach, eine bauliche Einheit mit Hoppenböcken 7, 9, zur Hofschaft Hoppenböcken gehörig                                         |                                                       | 9. Oktober 1984                                               | 41              |
| weitere Bilder | Wohnhaus                                                        | Höhscheid Hoppenböcken 12, 12a Karte                             | Zweigeschossiges, traufenständiges Fachwerkhaus mit Satteldach, eine bauliche Einheit mit Hoppenböcken 12, 12a, 14, zur Hofschaft Hoppenböcken gehörig                                  |                                                       | 8. März 1985                                                  | 615             |
| weitere Bilder | Wohnhaus                                                        | Höhscheid Hoppenböcken 14 Karte                                  | Zweigeschossiges, traufenständiges Fachwerkhaus mit Satteldach, eine bauliche Einheit mit Hoppenböcken 12, 12a, 14, zur Hofschaft Hoppenböcken gehörig                                  |                                                       | 4. Juli 1995                                                  | 962             |
| weitere Bilder | Verwaltungsgebäude                                              | Höhscheid Hossenhauser Straße 25 Karte                           | Zweieinhalbgeschossiger, traufenständiger Putzbau mit Backsteinornamenten |                                                       | 10. Februar 1988                                              | 830             |
| weitere Bilder | Johänntgesbrucher Mühle                                         | Höhscheid Johänntgesbrucher Weg 67 Karte                         | Eingeschossiges Fachwerkhaus mit hohem Putzsockel und Mansarddach, zur Hofschaft Johänntgesbruch gehörig                                                                                | 1796                                                  | 28. Juli 1992                                                 | 923             |
| weitere Bilder | ehemalige Firma Hörster                                         | Höhscheid Katternberger Straße 128 Karte                         | Dreieinhalbgeschossiger, giebelständiger Ziegelbau |                                                       | 28. August 1992                                               | 925             |
| weitere Bilder | Wohnhaus                                                        | Höhscheid Katternberger Straße 218 Karte                         | Eingeschossiges, traufenständiges Schieferhaus mit Satteldach, zur Ortslage Stübchen gehörig                                                                                            |                                                       | 25. Januar 1988                                               | 825             |
| weitere Bilder | Wohnhaus                                                        | Höhscheid Kohlsberg 3, 3a Karte                                  | Zweigeschossiges, traufenständiges Schieferhaus mit Zwerchhaus und rückwärtigem Anbau, zur Hofschaft Kohlsberg gehörig                                                                  |                                                       | 23. November 1995                                             | 971             |
| weitere Bilder | Wohnhaus                                                        | Höhscheid Kohlsberg 21 Karte                                     | Zweigeschossiges, traufenständiges Fachwerkhaus mit Satteldach, eine bauliche Einheit mit Kohlsberg 23, 25, zur Hofschaft Kohlsberg gehörig                                             |                                                       | 3. Mai 1995                                                   | 953             |
| weitere Bilder | Wohnhaus                                                        | Höhscheid Kohlsberg 23/25 Karte                                  | Zweigeschossiges, traufenständiges Fachwerkhaus mit Satteldach, eine bauliche Einheit mit Kohlsberg 21, zur Hofschaft Kohlsberg gehörig                                                 |                                                       | 3. Mai 1995                                                   | 954             |
| weitere Bilder | katholische Kirche                                              | Höhscheid Kohlsberger Straße 4 Karte                             | Eingeschossiger Putzbau im neugotischen Hallenstil mit verschiefertem Dachreiter über dem Portal, Architekt: Vincenz Statz                                                              | 1865                                                  | 16. November 1998                                             | 987             |
| weitere Bilder | Wohnhaus                                                        | Höhscheid Kohlsberger Straße 45 Karte                            | Zweigeschossiges, traufenständiges Fachwerkhaus mit Satteldach, zur Hofschaft Kohlsberg gehörig                                                                                         |                                                       | 2. Juli 1996                                                  | 973             |
| weitere Bilder | ehemaliger Kotter Hammer                                        | Höhscheid Kotter Hammer 5 Karte                                  | Zweigeschossiges Fachwerkhaus mit Satteldach, dazu gehörig eine eingeschossige Schmiede in Fachwerkbauweise                                                                             |                                                       | 9. Oktober 1984                                               | 47              |
| weitere Bilder | Doppelwohnhaus                                                  | Krahenhöhe 1 Krahenhöhe 2 Karte                                  | Zweigeschossiges, giebelständiges, teils verputztes Fachwerkdoppelhaus mit Satteldach, zur ehemaligen Hofschaft Krahenhöhe gehörig                                                      |                                                       | 7. Dezember 1984                                              | 314 315         |
| weitere Bilder | Wohnhaus                                                        | Widdert Lacher Straße 140 Karte                                  | Zweigeschossges, traufenständiges Fachwerkhaus mit Krüppelwalmdach, zur Hofschaft Vormeiswinkel gehörig                                                                                 |                                                       | 22. Oktober 1986                                              | 646             |
| weitere Bilder | Wohnhaus                                                        | Höhscheid Lindenhof 12a Karte                                    | Zweigeschossiges Schieferhaus mit Putzsockel und Satteldach, zur Hofschaft Lindenhof gehörig                                                                                            |                                                       | 10. Februar 1988                                              | 839             |
| weitere Bilder | Wohnhaus                                                        | Höhscheid Lindenhof 12d Karte                                    | Eingeschossiges Fachwerkhaus mit Satteldach, zur Hofschaft Lindenhof gehörig |                                                       | 11. Februar 1988                                              | 841             |
| weitere Bilder | Wohnhaus                                                        | Höhscheid Mittelhöhscheider Weg 9 Karte                          | Zweigeschossiges, traufenständiges Schieferhaus mit Satteldach, zur Hofschaft Mittelhöhscheid gehörig                                                                                   |                                                       | 18. September 1984                                            | 15              |
| weitere Bilder | Wohnhaus                                                        | Höhscheid Mittelkatternberg 7 Karte                              | Zweigeschossiges, giebelständiges, teils verbrettertes Fachwerkhaus mit Satteldach, zur Hofschaft Mittelkatternberg gehörig                                                             |                                                       | 7. April 1988                                                 | 864             |
| weitere Bilder | Wohnhaus                                                        | Höhscheid Mittelpilghausen 1 Karte                               | Zweigeschossiges Fachwerkhaus mit Satteldach, zur Hofschaft Mittelpilghausen gehörig |                                                       | 18. September 1984                                            | 4               |
| weitere Bilder | Wohnhaus                                                        | Höhscheid Mittelpilghausen 3 Karte                               | Zweigeschossiges, traufenständiges Schieferhaus mit Satteldach, eine bauliche Einheit mit Mittelpilghausen 5, zur Hofschaft Mittelpilghausen gehörig                                    |                                                       | 23. Oktober 1984                                              | 100             |
| weitere Bilder | Wohnhaus                                                        | Höhscheid Mittelpilghausen 5 Karte                               | Zweigeschossiges, traufenständiges Schieferhaus mit Satteldach, eine bauliche Einheit mit Mittelpilghausen 3, zur Hofschaft Mittelpilghausen gehörig                                    |                                                       | 23. Oktober 1984                                              | 101             |
| weitere Bilder | Wohnstallhaus                                                   | Höhscheid Neuenhaus 6 Karte                                      | Zweigeschossiges, traufenständiges Fachwerkhaus mit Satteldach in der in Solingen seltenen Form eines kombinierten Wohnstallhauses, zur Hofschaft Neuenhaus gehörig                     |                                                       | 10. Februar 1988                                              | 832             |
| weitere Bilder | Wohnhaus                                                        | Höhscheid Neuenhaus 25 Karte                                     | Zweigeschossiges, traufenständiges Fachwerkhaus mit Schleppdach, zur Hofschaft Neuenhaus gehörig                                                                                        |                                                       | 10. Februar 1988                                              | 833             |
| weitere Bilder | Restaurantgebäude                                               | Höhscheid Neuenhofer Straße 2 Karte                              | Zweigeschossiges, traufenständiges Schieferhaus mit Satteldach |                                                       | 19. Dezember 1984                                             | 37              |
| weitere Bilder | Wohnhaus                                                        | Höhscheid Neuenhofer Straße 8 Karte                              | Zweigeschossiges, traufenständiges Schieferhaus mit Krüppelwalmdach |                                                       | 10. Februar 1988                                              | 835             |
| weitere Bilder | ehemaliges Rathaus Höhscheid                                    | Höhscheid Neuenhofer Straße 11 Karte                             | Zweigeschossiger, traufenständiger Putzbau im Stil der Neorenaissance | 1892/1893                                             | 21. Februar 1991                                              | 900             |
| weitere Bilder | erstes Rathaus Höhscheid (1875–1893)                            | Höhscheid Neuenhofer Straße 13 Karte                             | Zweigeschossiges, traufenständiges Schieferhaus im klassizistischen Stil | 1830                                                  | 10. Februar 1988                                              | 831             |
| weitere Bilder | Villa Berns                                                     | Höhscheid Neuenhofer Straße 15 Karte                             | Steil proportierter, eingeschossiger Putzbau mit Mansarddach, errichtet nach Plänen der Solingen Architekten Scherer & Oelrich                                                          | 1911 bis 1912                                         | 22. Oktober 1992                                              | 927             |
| weitere Bilder | Haus Kirschheide                                                | Höhscheid Neuenhofer Straße 36 Karte                             | Zweigeschossiger, frühklassizistischer Putzbau in parkartigem Garten (heute Standesamt)                                                                                                 | 1782 bis 1785                                         | 21. Februar 1991                                              | 901             |
| weitere Bilder | Villa Lindenhof                                                 | Höhscheid Neuenhofer Straße 39 Karte                             | Zweigeschossige Villa mit Turmerker und verschieferten Giebeln des Mansarddachs und Saalanbau (ehemalige Familienbildungsstätte)                                                        | 1909                                                  | 19. Juni 1998                                                 | 984             |
| weitere Bilder | Verwaltungsgebäude der ehem. Vereinsbrauerei Höhscheid          | Höhscheid Neuenhofer Straße 46 Karte                             | Zweigeschossiger, traufenständiger Ziegelbau mit zentralem Standerker |                                                       | 21. Februar 1991                                              | 902             |
| weitere Bilder | ehemalige Volksschule                                           | Höhscheid Neuenhofer Straße 53 Karte                             | Zweigeschossiger, traufenständiger Ziegelbau mit Satteldach | um 1873                                               | 9. Mai 1988                                                   | 867             |
| weitere Bilder | Wohnhaus                                                        | Höhscheid Neuenhofer Straße 68 Karte                             | Zweigeschossiges, traufenständiges Schieferhaus mit Krüppelwalmdach |                                                       | 7. April 1988                                                 | 863             |
| weitere Bilder | Wohnhaus                                                        | Höhscheid Neuenhofer Straße 88 Karte                             | Zweigeschossiges, traufenständiges Schieferhaus mit Satteldach |                                                       | 14. März 1988                                                 | 862             |
| weitere Bilder | Wohn- und Geschäftshaus                                         | Höhscheid Neuenhofer Straße 112 Karte                            | Zweigeschossiges, traufenständiges, 5-achsiges Schieferhaus mit Ladeneinbau im Erdgeschoss, Traufgesims und Satteldach                                                                  |                                                       | 15. August 1988                                               | 876             |
| weitere Bilder | Nebengebäude                                                    | Höhscheid Neuenhofer Straße 112a Karte                           | Eingeschossiges, traufenständiges, 4-achsiges Fachwerkhaus, Teilverschieferung, Traufgesims und Satteldach                                                                              |                                                       | 15. August 1988                                               | 876             |
| weitere Bilder | Wohnhaus                                                        | Höhscheid Neuenhofer Straße 113 Karte                            | Zweigeschossiges, traufenständiges Schieferhaus mit Satteldach in halbgeschlossener Bauweise                                                                                            |                                                       | 14. März 1988                                                 | 859             |
| weitere Bilder | Villa                                                           | Höhscheid Neuenhofer Straße 137 Karte                            | Zweigeschossige, pittoreske Backstein-Turmvilla einschließlich Zaunanlage | um 1901                                               | 5. April 2004                                                 | 1026            |
| weitere Bilder | Villa                                                           | Höhscheid Neuenkamper Straße 29 Karte                            | Eingeschossiger, traufenständiger Putzbau mit Rokokofassade in Anlehnung an das Düsseldorfer Schloss Benrath und Mansarddach                                                            | 1925                                                  | 24. Februar 2003                                              | 1024            |
| weitere Bilder | Bauernhof Neuenkamp mit Ökonomiegebäude                         | Höhscheid Neuenkamper Straße 35 Karte                            | Zweigeschossiges Schieferhaus mit Krüppelwalmdach, daneben ein zweigeschossiges Fachwerkhaus mit Satteldach (Ökonomiegebäude)                                                           |                                                       | 8. Januar 1988 13. Juli 1989 (Ökonomiegebäude)                | 816             |
| weitere Bilder | Wohnhaus                                                        | Höhscheid Neuenkamper Straße 103 Karte                           | Zweigeschossiges, traufenständiges Schieferhaus mit Satteldach, eine bauliche Einheit mit Neuenkamper Straße 105, 107, Teil des ehemaligen Hofgebäudes der Bauermannskulle              |                                                       | 5. Juli 1993                                                  | 930             |
| weitere Bilder | Wohnhaus                                                        | Höhscheid Neuenkamper Straße 105 Karte                           | Zweigeschossiges, traufenständiges Schieferhaus mit Satteldach, eine bauliche Einheit mit Neuenkamper Straße 103, 107, Teil des ehemaligen Hofgebäudes der Bauermannskulle              |                                                       | 5. Juli 1993                                                  | 931             |
| weitere Bilder | Wohnhaus                                                        | Höhscheid Neuenkamper Straße 107 Karte                           | Zweigeschossiges, traufenständiges Schieferhaus mit Satteldach, eine bauliche Einheit mit Neuenkamper Straße 103, 105, Teil des ehemaligen Hofgebäudes der Bauermannskulle              |                                                       | 5. Juli 1993                                                  | 932             |
| weitere Bilder | Wohnhaus mit Werkstattgebäude                                   | Höhscheid Neustraße 23, 23a Karte                                | Dreigeschossiger, traufenständiger Putzbau angelehnt an den Neubergischen Stil mit rückwärtigem, freistehenden Werkstattgebäude                                                         | 1912                                                  | 25. März 2015                                                 | 1046            |
| weitere Bilder | Wandbilder von August Preuße                                    | Höhscheid Neustraße 43 Karte                                     | Im Elternhaus des Solinger Malers August Preuße (1908–1942), einem Meisterschüler von Paul Klee, existieren noch 4 Wandbilder, 2 im expressionistischen und 2 im spätkubistischen Stil. | Gemälde von 1932–33                                   | 28. Oktober 1992                                              | 928             |
| weitere Bilder | Wohnhaus                                                        | Höhscheid Obenpilghausen 20 Karte                                | Zweigeschossiges, giebelständiges Fachwerkhaus mit Krüppelwalmdach, zur Hofschaft Obenpilghausen gehörig                                                                                | 1739                                                  | 8. März 1985                                                  | 533             |
| weitere Bilder | Wohnhaus                                                        | Widdert Obenrüden 14, 16, 18 Karte                               | Zweigeschossiges, giebelständiges Fachwerkhaus mit Satteldach und Nebengebäude, zur Hofschaft Obenrüden gehörig                                                                         |                                                       | 5. Februar 1985                                               | 586             |
| weitere Bilder | Wohnhaus                                                        | Widdert Obenrüden 25 Karte                                       | Zweigeschossiges, traufenständiges Fachwerkhaus mit Satteldach, eine bauliche Einheit mit Obenrüden 23, zur Hofschaft Obenrüden gehörig                                                 |                                                       | 29. Juli 1987                                                 | 804             |
| weitere Bilder | Wohnhaus                                                        | Widdert Obenrüden 30 Karte                                       | Zweigeschossiges Fachwerkhaus mit Satteldach, eine bauliche Einheit mit Obenrüden 32, 34, zur Hofschaft Obenrüden gehörig                                                               |                                                       | 9. März 1994                                                  | 939             |
| weitere Bilder | Wohnhaus                                                        | Widdert Obenrüden 65 Karte                                       | Zweigeschossiges Fachwerkhaus mit Satteldach, eine bauliche Einheit mit Obenrüden 67, 69, zur Hofschaft Obenrüden gehörig                                                               |                                                       | 6. März 1998                                                  | 981             |
| weitere Bilder | Wohnhaus                                                        | Widdert Obenrüden 67 Karte                                       | Zweigeschossiges Fachwerkhaus mit Satteldach, eine bauliche Einheit mit Obenrüden 67, 69, zur Hofschaft Obenrüden gehörig                                                               |                                                       | 16. April 1998                                                | 981             |
| weitere Bilder | Wohnhaus                                                        | Widdert Obenrüden 69 Karte                                       | Zweigeschossiges Fachwerkhaus mit Satteldach, eine bauliche Einheit mit Obenrüden 67, 69, zur Hofschaft Obenrüden gehörig                                                               |                                                       | 16. April 1998                                                | 981             |
| weitere Bilder | Obenrüdener Kotten                                              | Widdert Obenrüdener Kotten 1 Karte                               | Zweigeschossiger Ziegelbau mit Flachdach Fassade | 1906                                                  | 24. Februar 1988                                              | 858             |
| weitere Bilder | Wohnhaus                                                        | Höhscheid Odentaler Weg 131 Karte                                | Zweigeschossiges, giebelständiges Fachwerkhaus mit Satteldach, Teil der Straßenengstelle in der Hofschaft Odental                                                                       |                                                       | 7. August 1995                                                | 872             |
| weitere Bilder | Wohnhaus                                                        | Höhscheid Odentaler Weg 132/134 Karte                            | Zweigeschossiges, giebelständiges Fachwerkhaus mit Satteldach, Teil der Straßenengstelle in der Hofschaft Odental                                                                       |                                                       | 7. August 1995                                                | 873             |
| weitere Bilder | Wohnhaus                                                        | Höhscheid Odentaler Weg 168 Karte                                | Zweigeschossiges, traufenständiges Fachwerkhaus mit Satteldach, eine bauliche Einheit mit Odentaler Weg 170, zur Hofschaft Breidbach gehörig                                            |                                                       | 10. März 1989                                                 | 880             |
| weitere Bilder | Wohnhaus                                                        | Höhscheid Odentaler Weg 170 Karte                                | Zweigeschossiges, traufenständiges Schieferhaus mit Satteldach, eine bauliche Einheit mit Odentaler Weg 168, zur Hofschaft Breidbach gehörig                                            |                                                       | 20. April 1989                                                | 881             |
| weitere Bilder | ehem. Oelmühle                                                  | Höhscheid Oelmühle 1–3 Karte                                     | Gebäudeensemble aus einem großen zweigeschossigen Fachwerkhaus mit Satteldach (ehemalige Mühle) mit Nebengebäude                                                                        |                                                       | 16. Oktober 1984                                              | 86              |
| weitere Bilder | Steinenhaus                                                     | Höhscheid Pfaffenberger Weg 2 Karte                              | Zweigeschossiger, traufenständiger Natursteinbau mit Walmdach und Freitreppe | 1855                                                  | 31. Oktober 1995                                              | 966             |
| weitere Bilder | Wohnhaus                                                        | Höhscheid Platzhof 2, 4, 6 Karte                                 | Zweigeschossiges, giebelständiges Fachwerkhaus mit Krüppelwalmdach, zur Hofschaft Platzhof gehörig                                                                                      |                                                       | 23. Oktober 1984                                              | 107             |
| weitere Bilder | Wohnhaus                                                        | Höhscheid Platzhof 8 Karte                                       | Zweigeschossiges, teils verschiefertes Fachwerkhaus mit Mansarddach, eine bauliche Einheit mit Platzhof 10, 12, zur Hofschaft Platzhof gehörig                                          |                                                       | 9. Oktober 1984                                               | 63              |
| weitere Bilder | Wohnhaus                                                        | Höhscheid Platzhof 10/12 Karte                                   | Zweigeschossiges, teils verschiefertes Fachwerkhaus mit Mansarddach, eine bauliche Einheit mit Platzhof 10, 12, zur Hofschaft Platzhof gehörig                                          |                                                       | 9. Oktober 1984                                               | 66              |
| weitere Bilder | Wohnhaus                                                        | Höhscheid Platzhof 20 Karte                                      | Zweigeschossiges, giebelständiges Schieferhaus mit Satteldach, zur Hofschaft Platzhof gehörig                                                                                           |                                                       | 28. Juni 1999                                                 | 1001            |
| weitere Bilder | ehemaliges Rathaus Dorp                                         | Höhscheid Rathausstraße 20 Karte                                 | Zweigeschossiger, traufenständiger Putzbau mit repräsentativer Fassade im Stil der Neorenaissance                                                                                       | 1884/1885                                             | 10. Juli 1992                                                 | 922             |
| weitere Bilder | Empfangsgebäude Haltepunkt Solingen-Schaberg                    | Krahenhöhe Schaberg 6 Karte                                      | Zweigeschossiger, teils verschieferter Putzbau mit Turmerker und Satteldach | 1908                                                  | 2. März 1998                                                  | 980             |
| weitere Bilder | Wohnhaus                                                        | Krahenhöhe Schaberger Straße 14 Karte                            | Zweigeschossiges, traufenständiges Fachwerkhaus mit verbretterter Fassade und Satteldach, zur ehemaligen Hofschaft Krahenhöhe gehörig                                                   |                                                       | 5. Dezember 1984                                              | 337             |
| weitere Bilder | Wohnhaus                                                        | Krahenhöhe Schaberger Straße 16 Karte                            | Zweigeschossiges, traufenständiges Schieferhaus mit Satteldach, eine bauliche Einheit mit Schaberger Straße 18, zur ehemaligen Hofschaft Krahenhöhe gehörig                             |                                                       | 5. Dezember 1984                                              | 338             |
| weitere Bilder | Taschenmesserreiderei Lauterjung                                | Krahenhöhe Schaberger Straße 16 Karte                            | Eingeschossiges, traufenständiges Fachwerkhaus mit Satteldach, Nebengebäude zu Schaberger Straße 16, zur ehemaligen Hofschaft Krahenhöhe gehörig                                        |                                                       | 5. Dezember 1984                                              | 338             |
| weitere Bilder | Wohnhaus                                                        | Krahenhöhe Schaberger Straße 18 Karte                            | Zweigeschossiges, traufenständiges Schieferhaus mit Satteldach, eine bauliche Einheit mit Schaberger Straße 18, zur ehemaligen Hofschaft Krahenhöhe gehörig                             |                                                       | 5. Dezember 1984                                              | 339             |
| weitere Bilder | Wohnhaus                                                        | Krahenhöhe Schaberger Straße 97a, 97b Karte                      | Zweigeschossiges, giebelständiges, teils verschiefertes Fachwerkhaus mit Satteldach |                                                       | 4. März 1985                                                  | 340             |
| weitere Bilder | Doppelwohnhaus                                                  | Krahenhöhe Schaberger Straße 103 Schaberger Straße 105 Karte     | Zweigeschossiges, traufenständiges Schieferdoppelhaus mit Satteldach |                                                       | 5. Dezember 1984                                              | 341 342         |
| weitere Bilder | Wohnhaus                                                        | Krahenhöhe Schaberger Straße 123 Karte                           | Zweigeschossiges, traufenständiges Schieferhaus mit Satteldach, zur Hofschaft Schaberg gehörig                                                                                          |                                                       | 23. Oktober 1984                                              | 93              |
| weitere Bilder | Wohnhaus                                                        | Krahenhöhe Schaberger Straße 127 Karte                           | Zweigeschossiges, giebelständiges Schieferhaus mit Krüppelwalmdach, wertvolles Portal und Oberlicht mit Rokokoschnitzerei, zur Hofschaft Schaberg gehörig                               | 2. Hälfte 18. Jahrhundert                             | 18. September 1984                                            | 20              |
| weitere Bilder | Wohnhaus                                                        | Krahenhöhe Schaberger Straße 127a Karte                          | Zweigeschossiges, traufenständiges Schieferhaus mit Krüppelwalmdach, zur Hofschaft Schaberg gehörig                                                                                     |                                                       | 5. Dezember 1984                                              | 343             |
| weitere Bilder | Haus Schirpenbruch                                              | Höhscheid Schirpenbruch 1 Karte                                  | Früh neuzeitlicher Rittersitz mit noch erhaltenem Gutshaus Wappenstein Bruchsteinmauerwerk Graben                                                                                       | Anfang 15. Jahrhundert                                | 13. Dezember 1999                                             | 1003            |
| weitere Bilder | Wohnhaus                                                        | Höhscheid Schlicken 21, 21a Karte                                | Zweigeschossiges, giebelständiges Fachwerkhaus mit Satteldach und traufenständigem Anbau, zur Hofschaft Schlicken gehörig                                                               |                                                       | 7. August 1990                                                | 893             |
| weitere Bilder | Schmidtskotten                                                  | Höhscheid Schmidtskotten 9, 10, 11, 12 Karte                     | Gebäudeensemble bestehend aus einem zweigeschossigen, giebelständigen Schieferhaus mit Satteldach und einem eingeschossigen, traufenständigen Fachwerkhaus mit Satteldach               | um 1660                                               | 23. Oktober 1996                                              | 1002            |
| weitere Bilder | Wohnhaus                                                        | Höhscheid Schulerfeld 11, 13 Karte                               | Zweigeschossiges, traufenständiges Fachwerkhaus mit Satteldach, eine bauliche Einheit mit Schulerfeld 17, zur ehemaligen Hofschaft Obenkatternberg gehörig                              |                                                       | 9. Oktober 1984                                               | 54              |
| weitere Bilder | evangelische Kirche Dorp                                        | Krahenhöhe Schützenstraße 159 Karte                              | Putzbau mit reckteckigem Grundriss und Eckturm im ausklingenden Jugendstil einschließlich Stützmauer                                                                                    | 1913 bis 1914                                         | 7. Dezember 1998                                              | 988             |
| weitere Bilder | Wohnhaus                                                        | Widdert Severinstraße 1 Karte                                    | Zweigeschossiges, traufenständiges Schieferhaus mit Krüppelwalmdach |                                                       | 5. Dezember 2000                                              | 1015            |
| weitere Bilder | Wohnhaus                                                        | Widdert Severinstraße 10 Karte                                   | Eingeschossiges, traufenständiges Fachwerkhaus mit Satteldach und rückwärtig angeschlossener Remise                                                                                     |                                                       | 8. März 1995 7. Juli 1999 (Remise)                            | 949             |
| weitere Bilder | Wohnhaus                                                        | Höhscheid Siepen 10 Karte                                        | Zweigeschossiges Fachwerkhaus mit Satteldach, zur Hofschaft Siepen gehörig |                                                       | 10. Februar 1988                                              | 834             |
| weitere Bilder | Wohnhaus                                                        | Krahenhöhe Spielbruch 27 Karte                                   | Eingeschossiges, traufenständiges Schieferhaus mit Satteldach, eine bauliche Einheit mit Spielbruch 29, 29a, 31, zur Hofschaft Spielbruch gehörig                                       |                                                       | 3. April 1987                                                 | 792             |
| weitere Bilder | Wohnhaus                                                        | Krahenhöhe Spielbruch 29, 29a, 31 Karte                          | Zweigeschossiges, traufenständiges Fachwerkhaus mit Satteldach, eine bauliche Einheit mit Spielbruch 29, 29a, 31, zur Hofschaft Spielbruch gehörig                                      |                                                       | 3. April 1987                                                 | 793             |
| weitere Bilder | Wohnhaus                                                        | Widdert Untenfürkelt 2, 3 Karte                                  | Zweigeschossiges, traufenständiges Fachwerkhaus mit Satteldach, zur Hofschaft Untenfürkelt gehörig                                                                                      |                                                       | 25. Oktober 1984                                              | 111             |
| weitere Bilder | Wohnhaus                                                        | Widdert Untenfürkelt 4 Karte                                     | Zweigeschossiges, traufenständiges Fachwerkhaus mit Satteldach, zur Hofschaft Untenfürkelt gehörig                                                                                      |                                                       | 18. September 1984                                            | 5               |
| weitere Bilder | Wohnhaus                                                        | Widdert Untenfürkelt 12 Karte                                    | Zweigeschossiges, giebelständiges Fachwerkhaus mit Satteldach, zur Hofschaft Untenfürkelt gehörig                                                                                       |                                                       | 18. September 1984                                            | 18              |
| weitere Bilder | Wohnhaus                                                        | Höhscheid Untenhöhscheid 26 Karte                                | Zweigeschossiges Fachwerkhaus mit Satteldach, eine bauliche Einheit mit Untenhöhscheid 28, 30, zur Hofschaft Untenhöhscheid gehörig                                                     |                                                       | 9. Dezember 1986                                              | 654             |
| weitere Bilder | Wohnhaus                                                        | Höhscheid Untenhöhscheid 28/30 Karte                             | Zweigeschossiges Fachwerkhaus mit abgewalmtem Satteldach, eine bauliche Einheit mit Untenhöhscheid 26, zur Hofschaft Untenhöhscheid gehörig                                             |                                                       | 27. Oktober 1993                                              | 934             |
| weitere Bilder | Wohnhaus                                                        | Höhscheid Untenhöhscheid 109/111/113 Karte                       | Zweigeschossiges, traufenständiges Fachwerkhaus mit Satteldach, zur Hofschaft Untenhöhscheid gehörig                                                                                    |                                                       | 15. April 1999                                                | 998             |
| weitere Bilder | Wohnhaus                                                        | Höhscheid Untenpilghausen 35 Karte                               | Zweigeschossiges traufenständiges Fachwerkhaus mit Satteldach, zur Hofschaft Untenpilghausen gehörig                                                                                    |                                                       | 25. Januar 1988                                               | 821             |
| weitere Bilder | Wohnhaus                                                        | Höhscheid Untenpilghausen 37 Karte                               | Zweigeschossiges traufenständiges Fachwerkhaus mit Satteldach, zur Hofschaft Untenpilghausen gehörig                                                                                    |                                                       | 25. Januar 1988                                               | 822             |
| weitere Bilder | Wohnhaus                                                        | Höhscheid Untenpilghausen 47 Karte                               | Zweigeschossiges traufenständiges Fachwerkhaus mit Satteldach, eine bauliche Einheit mit Untenpilghausen 45, zur Hofschaft Untenpilghausen gehörig                                      |                                                       | 25. Januar 1988                                               | 824             |
| weitere Bilder | Wohnhaus                                                        | Widdert Untenrüden 14/16 Karte                                   | Zweigeschossiges, traufenständiges Fachwerkhaus mit Satteldach, zur Hofschaft Untenrüden gehörig                                                                                        |                                                       | 28. Juli 1992                                                 | 924             |
| weitere Bilder | Wohnhaus                                                        | Widdert Untenrüden 26/28 Karte                                   | Zweigeschossiges, traufenständiges Fachwerkhaus mit Satteldach, zur Hofschaft Untenrüden gehörig inklusive Schuppen und Scheune                                                         |                                                       | 26. Februar 1990                                              | 888             |
| weitere Bilder | ehem. Hilbertzkotten                                            | Widdert Untenrüden 59 Karte                                      | Eingeschossiges Fachwerkhaus mit Satteldach, zugehörig zum Haus Untenrüden 57; ehemaliger Schleifkotten mit Motorenantrieb, der bis 1979 in Betrieb war                                 | 1924                                                  | 9. Juli 2007                                                  | 921             |
| weitere Bilder | Wohnhaus                                                        | Widdert Vockerter Straße 19–31 Karte                             | Dreiseithof aus zweigeschossigen, traufenständigen Fachwerkhäusern mit Krüppelwalmdach (ehemaliger Gutshof Rose in der Hofschaft Bünkenberg)                                            |                                                       | 22. November 2000                                             | 1010            |
| weitere Bilder | Grundschule                                                     | Widdert Vockerter Straße 32 Karte                                | Dreigeschossiger Ziegelbau im historistischen Stil mit Walmdach | 1889 bis 1890                                         | 30. Oktober 1984                                              | 144             |
| weitere Bilder | Wohnhaus                                                        | Widdert Vockerter Straße 65 Karte                                | Ein- bis zweigeschossiges Schieferhaus im Neubergischen Stil | 1912                                                  | 22. November 2000                                             | 1011            |
| weitere Bilder | Hochbunker                                                      | Höhscheid Walter-Dodde-Straße Karte                              | Sechsgeschossiger Hochbunker des Zweiten Weltkriegs | 1940 bis 1941                                         | 29. Oktober 2014                                              | 1044            |
| weitere Bilder | Königsmühle                                                     | Höhscheid Weinsbergtalstraße 96 Karte                            | Zweigeschossiges, giebelständiges Fachwerkhaus mit Satteldach |                                                       | 30. Januar 1996                                               | 972             |
| weitere Bilder | Wohnhaus                                                        | Widdert 6, 6a Karte                                              | Zweigeschossiges, traufenständiges, verbrettertes Fachwerkhaus mit Satteldach, zur ehemaligen Hofschaft Untenwiddert gehörig                                                            |                                                       | 13. Juni 1990                                                 | 891             |
| weitere Bilder | Wohnhaus                                                        | Widdert Widderter Straße 45 Karte                                | Zweigeschossiges, traufenständiges Fachwerkhaus mit Satteldach |                                                       | 22. November 2000                                             | 1013            |
| weitere Bilder | Grundschule                                                     | Höhscheid Wiener Straße 15 Karte                                 | Dreigeschossiger Ziegelbau mit Walmdach Gebäudehülle | um 1932                                               | 30. Oktober 1984                                              | 146             |
| weitere Bilder | Wohnhaus                                                        | Höhscheid Wippe 9 Karte                                          | Zweigeschossiges, traufenständiges Fachwerkhaus mit Satteldach, eine bauliche Einheit mit Wippe 11, zur Hofschaft Wippe gehörig                                                         |                                                       | 6. Oktober 1988                                               | 878             |
| weitere Bilder | Innenkotten                                                     | Höhscheid Wipper Kotten 1 Karte                                  | Zweigeschossiges Fachwerkhaus mit Satteldach inklusive Wehr- und Wasserradanlage | nach 1858                                             | 18. September 1984                                            | 14              |
| weitere Bilder | Außenkotten                                                     | Höhscheid Wipper Kotten 2 Karte                                  | Zweigeschossiges Fachwerkhaus mit Satteldach | um 1783                                               | 27. September 1985                                            | 620             |
| weitere Bilder | Wohnhaus                                                        | Widdert Wüstenhofer Weg 11 Karte                                 | Eingeschossiges, traufenständiges Schieferhaus in zwei Achsen mit Satteldach, zur Ortslage Vockerterbusch gehörig                                                                       |                                                       | 23. Juli 1991                                                 | 906             |
| weitere Bilder | Hauptschule                                                     | Höhscheid Zweigstraße 17 Karte                                   | Dreieinhalbgeschossiger Putzbau mit Backsteinornamenten | 1899 bis 1900                                         | 21. Februar 1991                                              | 904             |

## Ehemalige Baudenkmäler
| Bild           | Bezeichnung | Lage                                     | Beschreibung | Bauzeit       | Eingetragen seit                          | Denkmal- nummer |
| -------------- | ----------- | ---------------------------------------- | --- | ------------- | ----------------------------------------- | --------------- |
| weitere Bilder | Grundschule | Höhscheid Katternberger Straße 204 Karte | Zweieinhalbgeschossiger Ziegelbau mit Mansarddach und Anbau Gebäudehülle                                                                    | 1899 bis 1900 | 30. Oktober 1984 ausgetragen im Jahr 2015 | 145             |
| weitere Bilder | Grundschule | Höhscheid Katternberger Straße 216 Karte | Zweigeschossiger, traufenständiger Ziegelbau mit schlichter Fassadengestaltung Nebengebäude Gebäudehülle                                    | 1899          | 30. Oktober 1984 ausgetragen im Jahr 2015 | 143             |
| BW             | Wohnhaus    | Widdert Höfchen 4, 4a, 4b Karte          | Großer, zweigeschossiger Fachwerkhauskomplex mit Anbau Gebäude existieren nicht mehr                                                        |               | 23. Oktober 1996                          | 974             |
| weitere Bilder | Wohnhaus    | Widdert 3a Karte                         | Kleines zweistöckiges, teils verschiefertes Fachwerk-Reihenhaus, inzwischen mit dem Nachbarhaus Widdert 3 unter dessen Adresse verschmolzen |               | 25. April 1994                            | 941             |